# Gehyra arnhemica
Gehyra arnhemica (східна арнемлендська дтелла) — вид геконоподібних ящірок родини геконових (Gekkonidae). Ендемік Австралії. Описаний у 2020 році.

## Поширення і екологія
Східні арнемлендські дтелли мешкають на сході регіону Топ-Енд на півострові Арнемленд на Північній Території, зокрема на прибережних островах, таких як Інгліс або Ґрут-Айленд, на південь до Національного парка Ліммен та на захід до річки Джалбой. Вони живуть на евкаліптових деревах та серед скель.